# Жилой комплекс «Интерлейс»
Жилой комплекс  Интерлейс (от англ. interlace — переплетение) — 1000-квартирный жилой комплекс в Сингапуре спроектированный бюро OMA и Оле Шерен.
Строительство началось в 2007 году и завершилось в 2013 году.

## Архитектура

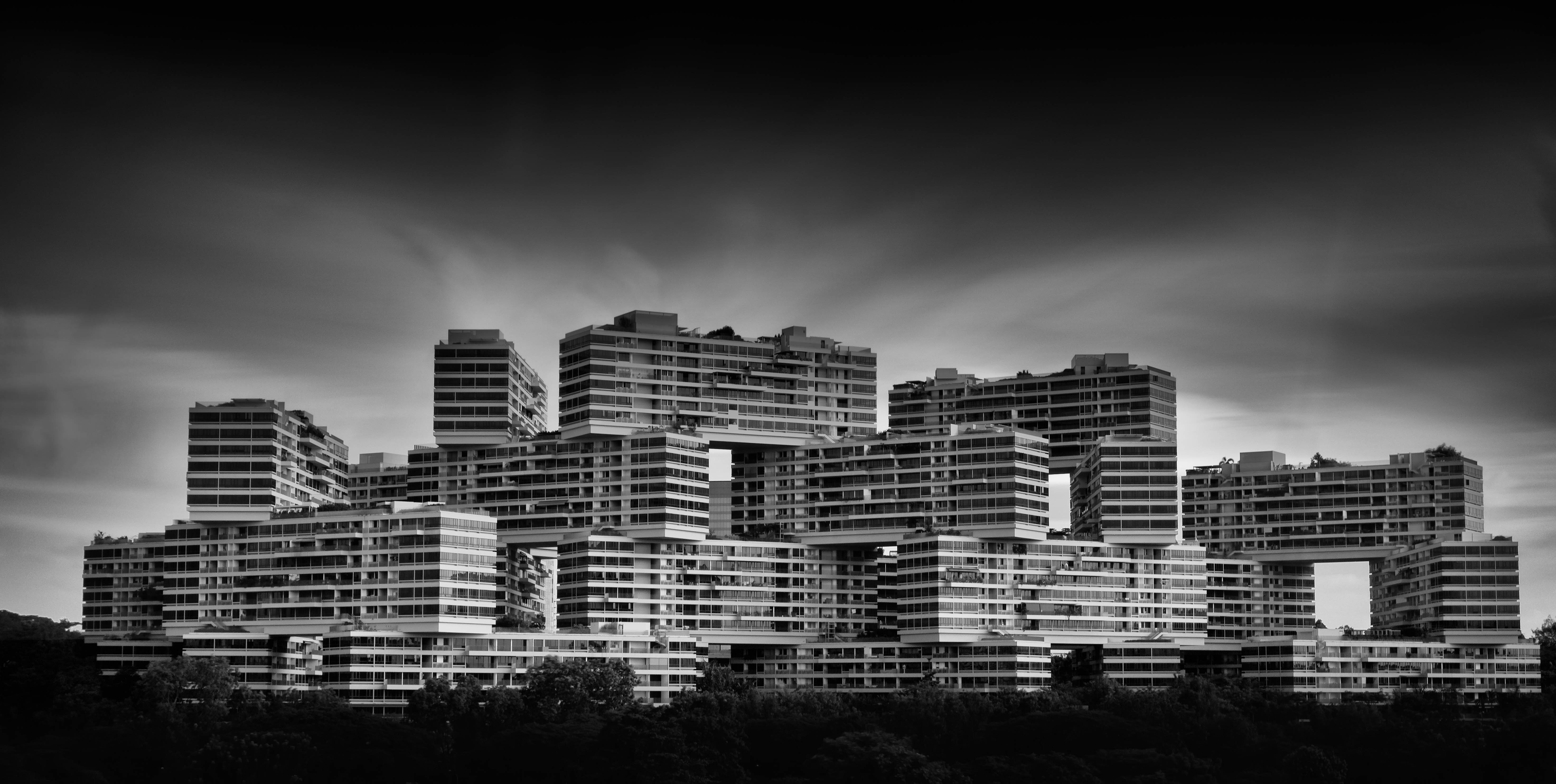
Обзор комплекса

Комплекс выглядит как 31 кирпич неровно уложенных друг на друга в шестиугольники вокруг восьми дворов.

## Приём
- Комплекс заслужил звания «здание года»[англ.] в 2015 году на фестивале мировой архитектуры[англ.].[1]